# 심연의 하늘
《심연의 하늘》는 윤인완, 김선희 작가가 네이버 만화에서 매주 월요일에 연재하는 대한민국의 웹툰이다.

## 줄거리
한치 앞도 보이지 않는 어둠 속 서울.
도대체 무슨 일이 벌어진 걸까?
재난으로 파괴된 대한민국.
생존을 위한 인간들의 잔혹한 축제가 벌어진다.
이 재난의 마지막 생존자는 누가 될 것인가
- 강하늘
- 신혜율
- 테러리스트
- 강숙희
- 윤빛나라